# Conspicuous Gallantry Medal
De Conspicuous Gallantry Medal was een onderscheiding van het Verenigd Koninkrijk. De medaille werd ook in de dominions en in het Britse Gemenebest uitgereikt. De medaille werd op 7 juli 1874 ingesteld door Koningin Victoria van het Verenigd Koninkrijk. De hervorming van het Britse decoratiestelsel in 1993 betekende het einde van de medaille die door het nieuwe Conspicuous Gallantry Cross werd vervangen. De dragers mogen de letters "C.G.M." achter hun naam voeren.

## Geschiedenis
De medaille was een hoge onderscheiding, daarboven was er alleen het beroemde Victoria Cross, op hetzelfde niveau was er de voor het leger gedachte Distinguished Conduct Medal. Officieren van de marine kregen het Distinguished Service Cross en wanneer zij een hoge rang bekleden de Distinguished Service Order.
Het Verenigd Koninkrijk is altijd zeer standsbewust geweest. Het was tot 1993 moeilijk denkbaar dat de onderofficieren en lagere rangen dezelfde onderscheiding zouden ontvangen als hun meerderen.
De medaille was volgens het instellingsbesluit bestemd voor onderofficieren en manschappen die zich door "conspicuous gallantry in action against the enemy at sea or in the air"(Nederlands: Opvallende moed in het gevecht tegen de vijand op zee of in de lucht") hadden onderscheiden. In 1942 werd besloten dat de medaille ook aan de met de lagere rangen in de marine corresponderende rangen in de koopvaardij kon worden toegekend. De koopvaardij heeft in de Tweede Wereldoorlog een sleutelrol gespeeld door aanvoer van materialen en soldaten van en naar de oorlogsgebieden ondanks de zware door de onderzeeboten en de Duitse luchtmacht toegebrachte schade steeds voort te zetten. Daarvoor voeren de koopvaardijschepen in konvooien.
Minder in aanzien dan de Conspicuous Gallantry Medal waren de Distinguished Service Medal van de Britse Koninklijke Marine, de Military Medal van het leger en de Distinguished Flying Medal en Air Force Medal van de Britse Koninklijke Luchtmacht.
In 1855 was in officiële stukken voor het eerst sprake van een nieuwe onderscheiding voor de marine met de naam "Conspicuous Gallantry Medal" en van een daaraan verbonden pensioen. De admiraliteit drong aan op een marinemedaille die overeenkwam met de Distinguished Conduct Medal en een financiële tegemoetkoming die overeenkwam met de in 1854 voor het leger getroffen regeling. De officiële instelling kwam op 7 juli 1854. Elf Britse zeelieden ontvingen de medaille die tot de herinstelling in 1874 vergeten werd. De Britse luchtmacht kreeg in 1943 een Conspicuous Gallantry Medal aan een eigen lint.
De annuïteit, een vorm van pensioen, heeft steeds tien tot twintig pond per jaar bedragen maar het pensioen werd in 1945 voor de nieuwe benoemingen ingetrokken.
De dragers van de medaille mochten de letters "CGM" achter hun naam dragen.
Het is niet duidelijk of de vervanger van de medaille, het Conspicuous Gallantry Cross, ook aan de opvarenden van de handelsvloot kan worden uitgereikt.
De onderscheiding is altijd exclusief gebleven. In 1874-'75 werden 12 matrozen en 10 mariniers onderscheiden. In de daaropvolgende jaren werd slechts een klein aantal medailles verleend totdat de Eerste Wereldoorlog 108 medailles en een gesp opleverde. In de Tweede Wereldoorlog werden 72 medailles uitgereikt. In totaal gaat het om 234 benoemingen tussen 1874 en 1946.

## De medaille
- De ronde zilveren medaille heeft een diameter van 36 millimeter en wordt aan een eenvoudige zilveren beugel en een lint op de linkerborst gedragen. De in 1855 voor moed tijdens de Krimoorlog of in het Britse smaldeel in de Oostzee verleende medailles werden aan een rijk versierde gesp gedragen. Wanneer de medaille een tweede maal wordt toegekend mag de ontvanger een gesp met een lauwerkrans op het lint dragen. Op de voorzijde is de regerende koning of koningin afgebeeld. Op de keerzijde staat de tekst 'FOR CONSPICUOUS GALLANTRY' binnen een lauwerkrans en onder een keizerskroon.

Het is gebruikelijk om medailles als deze vóór de uitreiking op de rand te voorzien van een inscriptie met de naam en rang van de decorandus en de datum van de toekenning.
Militairen laten bij het dagelijkse uniform zien dat zij een of meer gespen bezitten door een kleine zilveren tudorroos op het baton te naaien. De dragers kunnen op een mess-jacket of rokkostuum een miniatuur van de medaille, met miniatuurgespen op het lint, of aan een ketting op het revers dragen.

## Het lint
In 1855 was het lint blauw-wit-blauw. In 1921 werd een wit lint met twee brede blauwe biezen ingevoerd. Voor de luchtmacht werd een grijsblauw lint met twee brede blauwe biezen voorgeschreven.